# Az állam elleni bűncselekmények
Az állam elleni bűncselekményeken az adott államban kifejezésre jutó politikai rendszert, annak alapintézményeit és működését, illetve az állam függetlenségét, területi épségét és biztonságát sértő vagy veszélyeztető deliktumokat értünk, melyeket jellemzően a fennálló rendszerrel szembeni ellenérzés motivál.

## Története a magyar jogalkotásban

### A második világháború végéig
- Csemegi-kódex: két bűncselekményt rendelt szigorúbban büntetni: egyik a felségsértés, melynek három fajtája volt (a király, az alkotmány vagy az államterület elleni); a másik a hűtlenség (mely lehetett diplomáciai vagy katonai). Emellett bűncselekmény volt még a lázadás, a hatóságok elleni erőszak, illetve az alkotmány vagy a törvény elleni izgatás.

- 1921. évi III. tc.: új rendelkezési kör jött létre, mint az állam és a társadalmi rend erőszakos felforgatására irányuló magatartások büntetése.

### 1946 és 1989 között
- 1946. évi VII. tc.: elsősorban a demokratikus államrend megdöntésére vagy megváltoztatására irányuló szervezkedést vagy mozgalmat, annak vezetését, illetve a benne való részvételt rendelte büntetni.

- Az 1952-es BHÖ: elkülöníti az állam belső biztonsága illetve az állam külső biztonsága ellen elkövetett bűncselekményeket, s ide vont néhány köztörvényes bűncselekményt is (rémhírterjesztés, feljelentési kötelezettség elmulasztása, stb.)

- 1961-es Btk.: a szocialista állam társadalmi és gazdasági érdekeinek védelme áll a szabályozás középpontjában. Büntetendő: lázadás, kártevés, rombolás, merénylet, izgatás, a közösség megsértése, hazaárulás, ellenség támogatása, kémkedés, feljelentési kötelezettség elmulasztása, más szocialista állam ellen elkövetett bűncselekmény.

- 1978. évi Btk.: lényegében hasonló elveket követ, mint az 1961-es. Büntetendő: összeesküvés, lázadás, rombolás, merénylet, hazaárulás, hűtlenség, az ellenség támogatása, kémkedés, izgatás, feljelentés elmulasztása, más szocialista állam ellen elkövetett bűncselekmények.

- 1989. évi XXV. tv.: átalakította a tényállások körét, melynél feltétel volt a büntetőjogi fenyegetettség szűkítésének igénye.

### A rendszerváltás után
- 1992. évi XI. törvény semmissé nyilvánította a benne felsorolt  büntető jogszabályokra hivatkozva, 1963. április 5. és 1989. október 15. között történt elítéléseket.

E törvény preambuluma szerint : "1963 után is változatlanul hatályba maradtak azok az állam és közrend elleni bűncselekményeket megállapító rendelkezések, amelyek alapján olyan ítélkezési gyakorlat érvényesült, amely egyrészt ellentétben állt az akkor hatályos Alkotmányban rögzített alapelvekkel, másrészt ellentétes volt az emberi jogokra vonatkozó általánosan elismert elvekkel és szabályokkal, valamint a társadalom erkölcsi értékrendjével. Mindezeket nemcsak a büntetőjog eszközeivel, hanem szabálysértési és más igazgatási eljárásokkal is megsértette a rendszer.

Az Országgyűlés elítéli ezt a joggyakorlatot és erkölcsi elégtételt kíván adni mindazoknak, akiket az sújtott. Nincs mód arra, hogy mindenfajta sérelmet a törvény orvosoljon, de indokolt, hogy a büntetőeljárások alapján sérelmet szenvedett személyek - a jogállamiságnak az Alkotmányban rögzített elveivel összhangban - politikai, erkölcsi és jogi elégtételben részesüljenek..."

Az érintett bűncselekmények a következők:
a) összeesküvés (1961: V. tv. 116-118. §, az 1978. évi IV. törvénynek az 1989: XXV. tv. hatálybalépéséig hatályban volt szövege - e törvény alkalmazásában a továbbiakban: Btk. - 139. §);
b) lázadás (1961: V. tv. 120-122. §, Btk. 140. §);
c) izgatás (1961: V. tv. 127. §, Btk. 148. §);
d) más szocialista állam ellen elkövetett összeesküvés, lázadás (1961: V. tv. 133. §, Btk. 151. §);
e) hatóság vagy hivatalos személy megsértése (1961: V. tv. 158. §, Btk. 232. §);
f) közösség megsértése (1961: V. tv. 217. §, Btk. 269. §);
g) törvény vagy hatósági rendelkezés elleni izgatás (1961: V. tv. 216. §, Btk. 268. §);
h) egyesülési joggal visszaélés (1961: V. tv. 207. §, Btk. 212. §);
i) tiltott határátlépés [1961: V. tv. 203. § (1) bek., (2) bek. b) pont, (4) bek., (5) bek., Btk. 217. § (1) bek., (2) bek., (3) bek. b) pont, (5) bek.];
j) hazatérés megtagadása (1961: V. tv. 205. §);
k) bűncselekmény a népek szabadsága ellen (1961: V. tv. 136. §, Btk. 154. §);
l) sajtórendészeti vétség (1961: V. tv. 211. §, Btk. 213. §);
m) rémhírterjesztés (1961: V. tv. 218. §, Btk. 270. §);
n) feljelentés elmulasztása, ha a feljelentési kötelezettség az 1. § a)-m) pontjaiban foglalt semmisség alá eső bűncselekményekre vonatkozik;
o) bűnpártolás (1961: V. tv. 184. §, Btk. 244. §), ha az elkövetés az 1. § a)-n) pontjaiban foglalt semmisség alá eső bűncselekményekre vonatkozik
ha a bűncselekmény elkövetése az 1976. évi 8. törvényerejű rendelettel kihirdetett Polgári és Politikai Jogok Nemzetközi Egyezségokmányában rögzített alapjogok gyakorlását vagy az abban foglalt elvek és célok megvalósítását jelentette. hivatkozó, 1963. április 5. és 1989. október 15. között történt elítéléseket  semmissé nyilvánította.

## A hatályos törvény szerint büntetendő
A 2012. évi C. törvény az állam elleni bűncselekményeket a  XXIV. Fejezetben szabályozza, szemben a korábbi Btk. Különös Részével, ahol ezek a X. fejezetben szerepelnek.
Az állami elleni bűncselekmények az összbűnözésen belül igen elenyésző számban fordulnak elő (a 2012-t megelőző 5 évben egyetlen ilyen bűntettet követtek el). A hatályos törvény  csak kisebb pontosításokat hajtott végre.

### A fejezet alá tartozó bűncselekmények
- Az alkotmányos rend erőszakos megváltoztatása
- Az alkotmányos rend elleni szervezkedés
- Lázadás
- Rombolás
- Hazaárulás
- Hűtlenség
- Az ellenség támogatása
- Kémkedés
- Szövetséges fegyveres erő ellen elkövetett kémkedés és
- Az állam elleni bűncselekmények feljelentésének elmulasztása

## Az állam elleni bűncselekmények közös jellemzői
- Mindegyik bűncselekmény bűntett (kivéve a feljelentés elmulasztása)
- Rendkívül szigorú szankciók
- A büntetés végrehajtása általában fegyházban történik
- Büntetetendő az előkészület is (kivéve az alkotmányos rend elleni szervezkedés és a hűtlenség eseteiben)
- Mindegyik bűncselekményhez feljelentési kötelezettség társul
- Túlnyomórészt célzatos elkövetést feltételeznek
- Elkövetésük esetében mindig a magyar törvényt kell alkalmazni, függetlenül az elkövetés helyétől és az elkövető állampolgárságától